# Хакан Аръкан
Хакан Аръкан (на турски: Hakan Arıkan) е турски футболист, вратар, състезател на Бешикташ.

## Кариера

### Ранни години
Аръкан започва кариерата си в аматьорския Петкимспор, от западния турския град Измит. С изявите си впечатлява грандовете в турския футбол, и се присъединява към Коджаелиспор през 2001 година. По време на престоя си в Коджаели, той играе както за първия тим, така и за младежкия отбор, в продължение на почти три сезона, докато става титуляр в първия отбор.
Става трансферна цел за Анкараспор през 2006 година, и няколко месеца по-късно преминава в отбора. Повикан е в Турския национален отбор, след като прави невероятен мач за своя Анкараспор, спасявайки две дузпи за равенството 1:1 срещу Галатасарай, в първия мач за сезон 2006/2007.

### „Бешикташ“
Аръкан преминава в гранда от Истанбул – Бешикташ, като часто т сделка, включваща вратарят Рамазан Куршунлу, плюс 0,7 милиона евро. В Бешикташ е втори вратар на легендата Руштю Речбер през сезон 2007/08.

### Национален отбор
Аръкан първо е повикан за първи път в националния отбор, преди мача срещу Грузия, през февруари 2007 година, но не влиза в игра. Той прави дебюта си на 5 юни 2007 г. срещу Бразилия, в мач, посветен на звездата на турския футбол – Тугай Керимоглу, който е и бенефис за приключването на кариерата на Тугай в националния отбор.
Не попада в редиците на националния тим за Евро 2008.